# 조양강
조양강(朝陽江)은 한강의 본류이다. 백두대간에서 발원한 골지천과 송천이 정선 아우라지에서 합쳐져 조양강을 이룬다. 조양강은 정선군 정선읍 가수리에서 동대천과 만나 합쳐지면서 '동강'(東江)으로 이름이 바뀌는데, 동강은 영월을 기준으로 동쪽에 있다고 해서 붙은 이름이다. 동강은 영월에서 서강을 만나 남한강이 시작된다.